# 타이거 드루허니
타이거 드루허니(Tyger Drew-Honey, 1996년 1월 26일 ~ )는 잉글랜드의 배우이다.